# Nikolaï Kantchev
Nikolaï Kantchev (25 novembre 1936-12 octobre 2007) est un poète bulgare.

## Biographie
Né dans le nord de la Bulgarie, Nikolaï Kantchev a fait des études de philologie à l’université de Sofia. Ses premiers poèmes ont paru en 1957. Il a été interdit de publication de 1968 à 1980. Par la suite, il a publié une trentaine de recueils dont le dernier date de 2007. À partir de la chute du régime communiste, Kantchev a été reconnu dans son pays comme l’un des plus grands poètes bulgares de son siècle.
Son œuvre, d’une envergure rare dans la poésie du XXe siècle, est centrée sur l’universel dans toutes les acceptions de ce terme, reflétant les types et les situations les plus variés de l’humain, s’appropriant des références puisées dans toutes les cultures, explorant tous les registres de la langue, à la recherche d’un sens plurivoque et implicite issu des points de vue du détail et du recul maximal. Selon les étapes dont ses recueils témoignent, son écriture privilégie tantôt les bonds métaphoriques reliant des thèmes et des images hétéroclites, tantôt les jeux de mots à double et triple sens associés aux ambiguïtés syntaxiques, ou les lignes narratives proches de la tradition des paraboles, avec leur fond d’ironie et leurs pointes d’ineffable. Kantchev use de formes très variées, et mêle d’une façon inédite des procédés modernes et archaïques, offrant à travers ses livres sa synthèse personnelle de l’histoire de la poésie – dont les époques paraissent toutes contemporaines, vues par un poète désireux de vivre « de pair avec tous les instants ». C’est moins une œuvre d’érudit postmoderne que celle d’un esprit attaché au terrestre et qui cherche à le saisir en traversant ses images préexistantes, pour atteindre une nouvelle simplicité, une vision proprement intemporelle.
À son œuvre de poète, Nikolaï Kantchev a ajouté une œuvre de traducteur. Il a traduit notamment Henri Michaux, Guillevic, Yves Bonnefoy, Michel Deguy, André du Bouchet, Jacques Dupin, Claude-Michel Cluny, Bernard Noël, Claude Esteban, André Velter et Kenneth White.
Ses recueils, dont certains ont été publiés aux États-Unis, en France, Italie, Espagne, Allemagne, Autriche, Hollande, Pologne, Yougoslavie, Tchécoslovaquie, Géorgie, font de lui l’auteur bulgare le plus traduit à travers le monde et lui valent une importante notoriété internationale.

### En France
- Comme un grain de sénevé (1987), Actes Sud, traduit par l'auteur en collaboration avec Marie-Claude et Kenneth White
- Anthologie personnelle (1994), Actes Sud, traduit par l'auteur en collaboration avec Marie-Claude et Kenneth White
- L'Acacia blanc de Blanche-Église (1997), Les Cahiers Bleus/Librairie Bleue, traduit par Bantcheva Denitza
- Message du piéton (2000), Les Cahiers Bleus/Librairie Bleue, traduit par Denitza Bantcheva
- Observatoire des saisons (2001), L'Âge d'Homme, traduit par Denitza Bantcheva
- Sous la tente du Grand Sacrificateur (2001), MEET (Maison des Écrivains Étrangers et des Traducteurs), traduit par Denitza Bantcheva
- Veilleur de nuit de l'aurore (2001), Éditions d'écarts, traduit par Denitza Bantcheva[1]
- Childe Harold beaucoup plus tard (2007), Éditions du Revif, traduit par Denitza Bantcheva

### En Bulgarie
- Présence (1965)
- Comme un grain de sénevé (1968)
- Message du piéton (1980)
- Je me fie à la brume (1981)
- Veilleur de nuit de l'aurore (1983)
- La Gueule-de-loup ne mord pas, mais embaume (1984)
- Ondes de probabilité (1985)
- De pair avec tous les instants (1986)
- Ayant le soleil sur le cœur (1988)
- Le Temps distribué à tous (1989)
- Dans la forêt il y a quelqu'un (1990)
- Que même entre les deux yeux on commence à voir (1991)
- Les Empreintes digitales du Yeti (1992)
- Le Bal des Innocents (1992)
- Les Peupliers pour pilotis des habitations lacustres dans le ciel (1993)
- Le Bon Vent emporte mon chapeau (1993)
- Dans le vol de l'oiseau empaillé (1994)
- L'Acacia blanc de Blanche-Église (1994)
- Dans l'espace blanc de l'infini (1994)
- Sous la tente du Grand Sacrificateur (1995)
- Galactisation du vide (1996)
- Childe Harold beaucoup plus tard (1997)
- Le Sourire du Sphinx (1998)
- Le Voyage du Publicain (2000)
- Une collerette de pierre, de pierre meunière (2003)
- Sur le chemin de Damas sans sabre damasquiné (2004)
- Le vol des anges, cette danse de joie (2005)
- Sur la petite ville des Rhodopes Orphée chante de nouveau (2007)
- Poèmes choisis 1965-2005 (2008)